# ジョルダーノ・ブルーノ (クレーター)

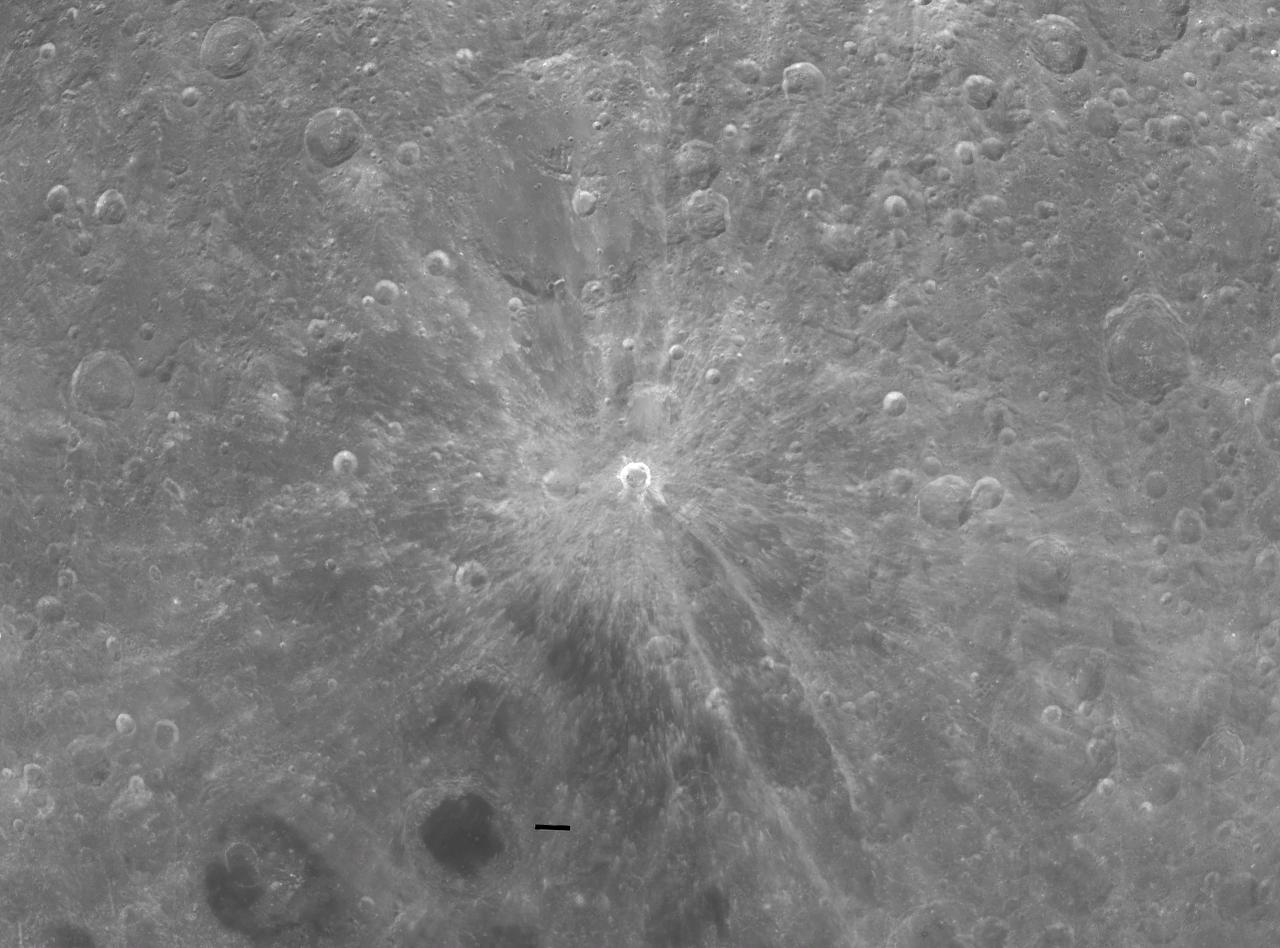
NASAによる画像

ジョルダーノ・ブルーノは、月の裏にある直径22kmのクレーターである。地球から見ると、月の北端のすぐ向こう側にある。この場所は、秤動の間は地球からも見ることができるが、側面から見ることになり、詳細な観測はできない。北西のハルクヘビと南東のシラードの2つのクレーターに挟まれている。
軌道から見ると、ジョルダーノ・ブルーノは、周りより高いアルベドを持つ対称的な噴出物の光条の中心に見える。光条は150km以上も続くが、浸食作用によって暗くなることはほとんどない。北西に300km離れたボスまで続くものもある。クレーターの外端は、その周りと比べると特に明るい。このクレーターは100万年から1000万年前に形成された比較的若いものであると推定されている。月面にある直径10km以上のクレーターの中で、最も新しいものである。

イタリアの哲学者ジョルダーノ・ブルーノにちなんで命名された。

## 1178年の月面の発光現象
1178年6月18日（先発グレゴリオ暦では6月25日）の日没直後、カンタベリーの5人の修道士は、大修道院の年代記編者のジャーベイスに対し、「月の角が2つに割れた」と報告した。さらに、ジャーベイスは「割れ目の真ん中から炎が噴き出し、月は心配するように身悶え、自身の目で目撃して私に報告してくれた者の言葉では、月は傷ついた蛇のように脈打っていた。この現象は何十回も繰り返し、炎は様々な捻れた形を描いた。この現象が収まると、月は全体が黒っぽく見えた」と記している。

## クレーターの形成年代に関する議論
1976年、地質学者のジャック・アルトゥングは、上記の記述はジョルダーノ・ブルーノの形成についての記述であるという説を提唱した。
近代の説では、月に彗星や小惑星が衝突すると、溶けた物質のプルームが表面に噴出すると予測しており、修道士の記述と一致する。また、記述の場所は、クレーターの場所と一致する。さらに、ジョルダーノ・ブルーノが最近形成されたことを裏付ける証拠は、その見事な光条である。流星塵は頻繁に月表面に衝突しており、塵を舞い上げてすぐに光条を暗くしてしまう。そのため、ジョルダーノ・ブルーノが有史以降にできた可能性は十分あり、それは1178年6月だったかもしれないとされていた。
しかし、クレーターの年齢の謎はそれほど単純ではない。直径22kmのクレーターを形成するほどの衝突は、地球に対して、数週間に及ぶ吹雪のような流星雨をもたらすはずであり、そのような記録は、どこにも残っていない。この矛盾は、1178年にジョルダーノ・ブルーノができたという説の大きな反論になった。

## かぐやによる観測とその分析
2007年に打ち上げられた日本の月探査機かぐやにより、ジョルダーノ・ブルーノについても詳細な観測が行われた。宇宙航空研究開発機構 (JAXA) と会津大学の研究者たちは、かぐやの地形カメラで撮影した画像から、クレーター周辺に堆積した噴出物の上にできた新しい小さなクレーターの密度を調べ、その結果をもとにジョルダーノ・ブルーノが形成されたのは100万年から1000万年前であると推定した。